# Porcupine Tree
Porcupine Tree je britská rocková multižánrová skupina, jejíž vlivy sahají od progresivního rocku rocku a art-rocku až k modernímu metalu. Hlavní postavou a zakládajícím členem je Steven Wilson, jenž se angažuje i v projektech Blackfield nebo No-Man.

## Diskografie

### Studiová alba
- On the Sunday of Life (1991)
- Up the Downstair (1993)
- The Sky Moves Sideways (1995)
- Signify (1996)
- Stupid Dream (1999)
- Lightbulb Sun (2000)
- In Absentia (2002)
- Deadwing (2005)
- Fear of a Blank Planet (2007)
- The Incident (2009)
- Closure / Continuation (2022)

### Živá alba
- Coma Divine - Recorded Live in Rome (1997)
- Warszawa (2004)
- Arriving Somewhere... (2006)
- Anesthetize (2010)
- Octane Twisted (2012)

### Kompilace, minialba, rarity
- Tarquin's Seaweed Farm (1989)
- The Nostalgia Factory (1991)
- Spiral Circus (živě, 1994)
- Yellow Hedgerow Dreamscape (1994)
- Staircase Infinities (1994)
- Insignificance (1997)
- Metanoia (improvizace, 1998)
- Voyage 34: The Complete Trip (2000)
- Recordings (2001)
- Stars Die: The Delerium Years 1991 - 1997 (2002)
- Futile (2003)
- XM (živě, 2003)
- XMII (živě, 2005)
- Rockpalast (živě, 2006)
- Nil Recurring (2007)
- We Lost The Skyline (živě, 2008)
- Ilosaarirock (živě, 2009)
- Atlanta (živě, 2010)

## Členové
- Steven Wilson
- Richard Barbieri
- Colin Edwin
- Gavin Harrison
- John Wesley (jen při koncertech)
- Chris Maitland (1993–2002)